# Píssarevka
Píssarevka (en rus: Писаревка) és un poble de l'óblast de Lípetsk, a Rússia, que el 2013 tenia 5 habitants. Pertany al districte rural de Griazi.